# Ченаде
Чена̀де (на румънски: Cenade, изговор) е село в централна Румъния, част от окръг Алба в областта Трансилвания. Населението му е около 1000 души (2021).
Разположено е на 313 метра надморска височина на Трансилванското плато, на 14 километра югоизточно от Блаж и на 34 километра източно от Алба Юлия. В селото има протестантска църква, съществуваща от XV век, и по-нови православна и униатска църкви.

## Известни личности
Родени в Ченаде
- Йон Агърбичану (1882 – 1963), писател